# Mürringen

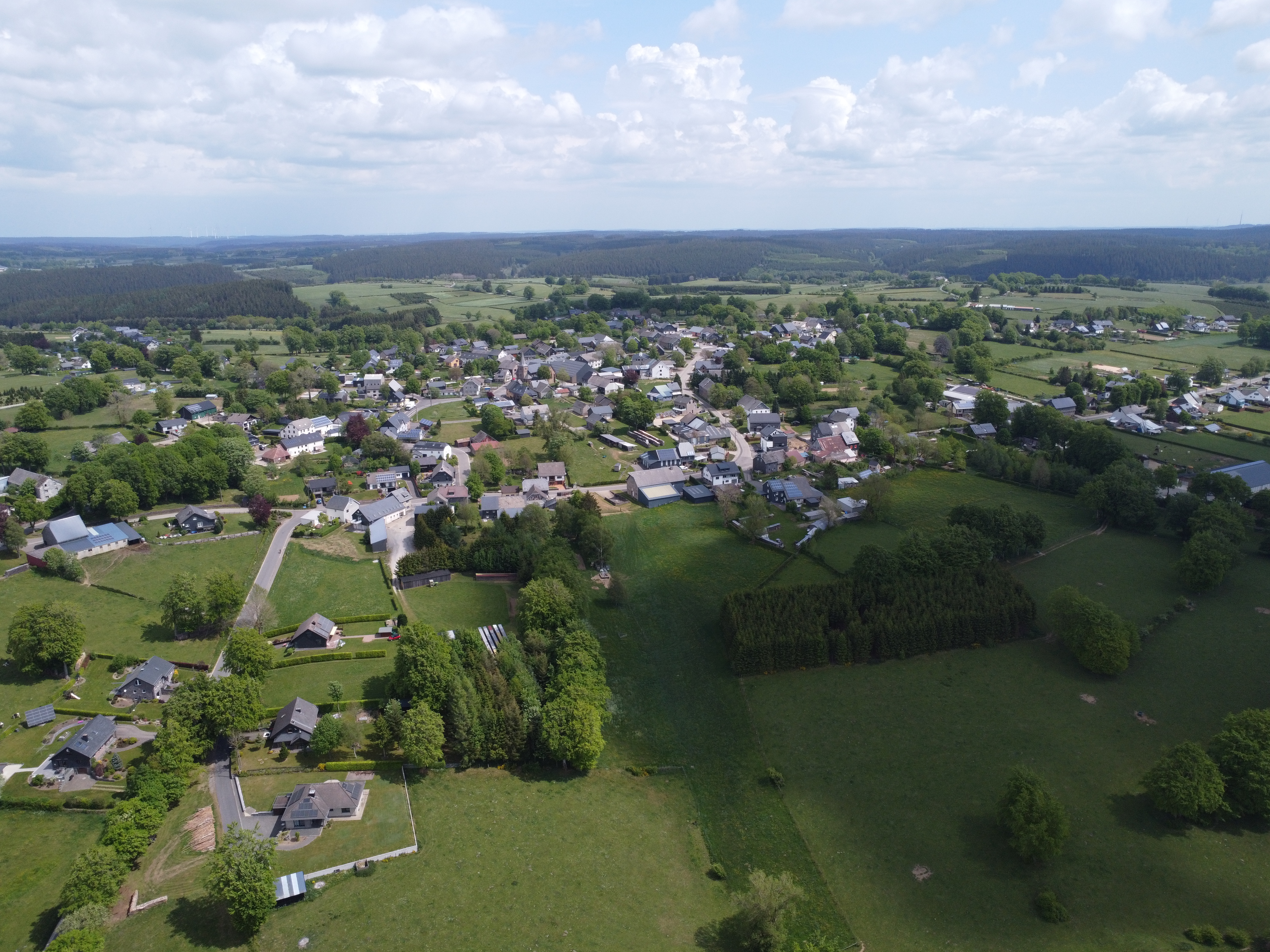
Luftaufnahme von Mürringen (Aufgenommen am 16. Mai 2022 um 12:13 in ca. 120 Meter Höhe)

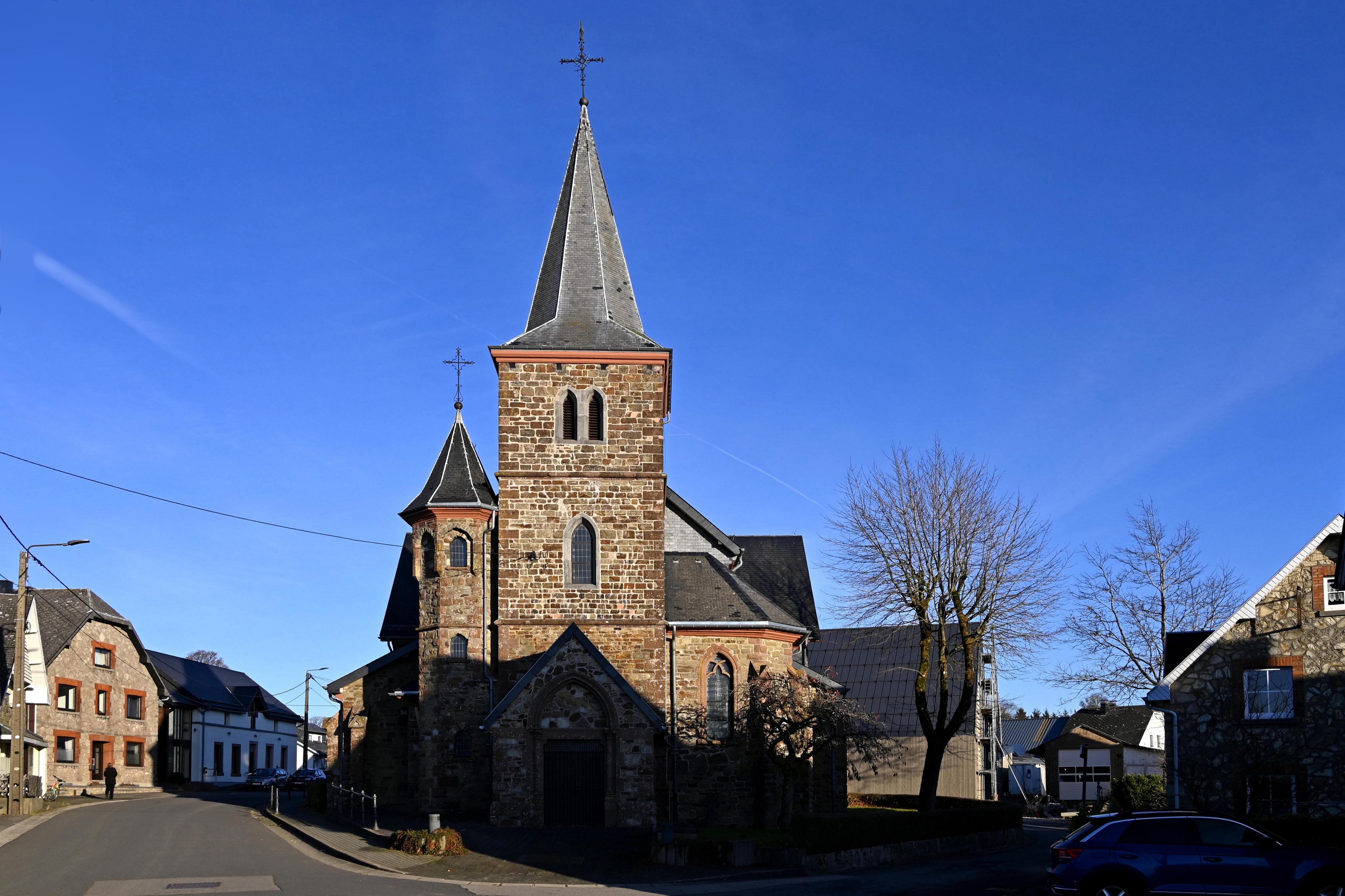
Am Kirchenhof, St. Antonius

Mürringen ist ein Dorf in der Gemeinde Büllingen in der Deutschsprachigen Gemeinschaft Belgiens. Der Ort zählt 668 Einwohner (2013). Mürringen liegt rund zwei Kilometer östlich von Büllingen auf einer Höhe von 655 m und ist das höchstgelegene Dorf Belgiens, ungefähr gleichauf mit dem Nachbardorf Rocherath. Der Weiße Stein, der sich auf Mürringer Gebiet befindet, ist mit einer Höhe von 690 m die zweithöchste Erhebung Belgiens.
Das Dorf verfügt über diverse Infrastruktureinrichtungen (Kirche, Kindergarten, Primarschule, Vereinshaus, Spiel- und Fußballplatz). Zu den touristischen Anziehungspunkten in der ländlich geprägten Gegend zählen einige Wanderwege.

## Geschichte
Die Endung -ingen deutet auf eine fränkische Gründung ab dem 5. Jahrhundert hin. 1301 verkaufte der Adelige Arnold von Reuland das Dorf Mürringen samt zugehörigem Wald an Friedrich von Schleiden. Ab diesem Moment gehörte die Freyherrschaft Moerungen oder Moyryngen bis Ende des 18. Jahrhunderts zur Grafschaft Schleiden.